# Valérie Michaut
Valérie Michaut (* 1961) ist eine französische Kinderbuchautorin und -illustratorin.

## Leben
Nach ihrem Abitur besuchte sie die École supérieure des arts décoratifs de Strasbourg. Seit 1984 ist sie freischaffend. Sie arbeitet mit den Autoren Arthur Ténor und Dolorès Mora zusammen.

## Werke
Auf Deutsch erschienen bisher:
- Gute Nacht, lieber Mond, München : Egmont-Pestalozzi-Verlag, 2000, ISBN 3-614-56712-5
- Gute Nacht, Freunde, Erlangen : Egmont-Pestalozzi-Verlag, 1999, ISBN 3-614-57301-X
- Gute Nacht, liebe Sterne, Erlangen : Egmont-Pestalozzi-Verlag, 1999, ISBN 3-614-57302-8
- Mein Großes Buch Der Wörter, Der Zahlen Und Der Farben, Verlag: Karl Müller, 1991, ISBN 3-86070-095-2

In Frankreich erscheint seit einigen Jahren die Kinderbuchreihe über die Hexe Agathabaga. Aber auch Bücher zu anderen Themen verfasste und illustrierte sie:
- La guerre des fêtes, Lito, 2005, ISBN 2-244-45842-3
- Autocollants repositionnables : La Nuit des sorcières, Lito, 2000, ISBN 2-244-20801-X
- ABC, l'abécédaire des animaux, Lito (1992), ISBN 2-244-46202-1
- "Pardon, je suis un ornithorynque, tout simplement" , Grasset; 2001, ISBN 2-246-38402-8